# ايمري سيمون
ايمري سيمون (بالبرتغالية: Imre Simon‏) هو عالم حاسوب ورياضياتي برازيلي، ولد في 14 أغسطس 1943 في بودابست في المجر، وتوفي في 13 أغسطس 2009 في ساو باولو في البرازيل بسبب سرطان الرئة.